# Lernanthropus sciaeni
Lernanthropus sciaeni is een eenoogkreeftjessoort uit de familie van de Lernanthropidae. De wetenschappelijke naam van de soort is voor het eerst geldig gepubliceerd in 1947 door Gnanamuthu.